# Сорокопанівка (зупинний пункт)
Сорокопа́нівка — пасажирський залізничний зупинний пункт Криворізької дирекції Придніпровської залізниці на електрифікованій лінії Верхівцеве — Кривий Ріг-Головний між станціями Милорадівка (5 км) та Кудашівка (6 км). Розташований в селищі Сорокопанівка Кам'янського району Дніпропетровської області.

## Пасажирське сполучення
На платформі Сорокопанівка зупиняються приміські електропоїзди сполученням Дніпро — Кривий Ріг та Кривий Ріг — Верхівцеве.